# Phare d'Egg Island
Le phare d'Egg Island est un phare érigé sur Egg Island  dans le Bassin de la Reine-Charlotte, entre Haida Gwaii et l'île de Vancouver, dans le District régional de Central Coast (Province de la Colombie-Britannique), au Canada. 
Ce phare est géré par la Garde côtière canadienne .
Il a été désigné phare patrimonial  par la commission des lieux et monuments historiques du Canada  en vertu de la Loi sur la protection des phares patrimoniaux (en)  en date du 29 mai 2015.

## Histoire
Le phare se trouve à l'entrée du Fitz Hugh Sound (en) dans le bassin de la Reine-Charlotte. Il a été mis en service le 7 octobre 1898. Construit au sommet ouest de l'îlot, il se compose d'une tour carrée en bois adossée à la maison du gardien blanche, surmontée d'une lanterne polygonale rouge en métal. En 1900, un brise-lame a été construit pour le protéger. Insuffisamment efficace, le phare a été déplacé vers l'intérieur sur une fondation en béton en 1903. Un bâtiment en bois, pour abriter le signal de brouillard à air comprimé, a été construit en 1906.
En 1948, un raz-de-marée a détruit le phare et inondé le bâtiment du signal de brouillard. L'année suivante, une nouvelle structure en béton a remplacé le premier phare. En 1963, deux maisons individuelles, un bâtiment de corne de brume ont été rebâtis. Ue tourelle en acier, placée au sommet, porte désormais la lumière. Une piste pour hélicoptère a été construite sur l'emplacement des anciens phares.

## Description
Le phare actuel, construit en 1963, est une tour pyramidale à ossature métallique, de 24 m de haut. Il émet, à une hauteur focale de 88 m, un éclat blanc toutes les 5 secondes. Sa portée nominale est de 15 milles nautiques (environ 28 km). 
Cette nouvelle station est pourvue en personnel avec les maisons de deux gardiens, un bâtiment de signal de brouillard et d'autres locaux techniques. 
Identifiant : ARLHS : CAN-740 - Amirauté : G-5658 - NGA : 12216 - CCG : 0579 .

### Lien connexe
- Liste des phares de la Colombie-Britannique